# Фолклендський бій (1914)

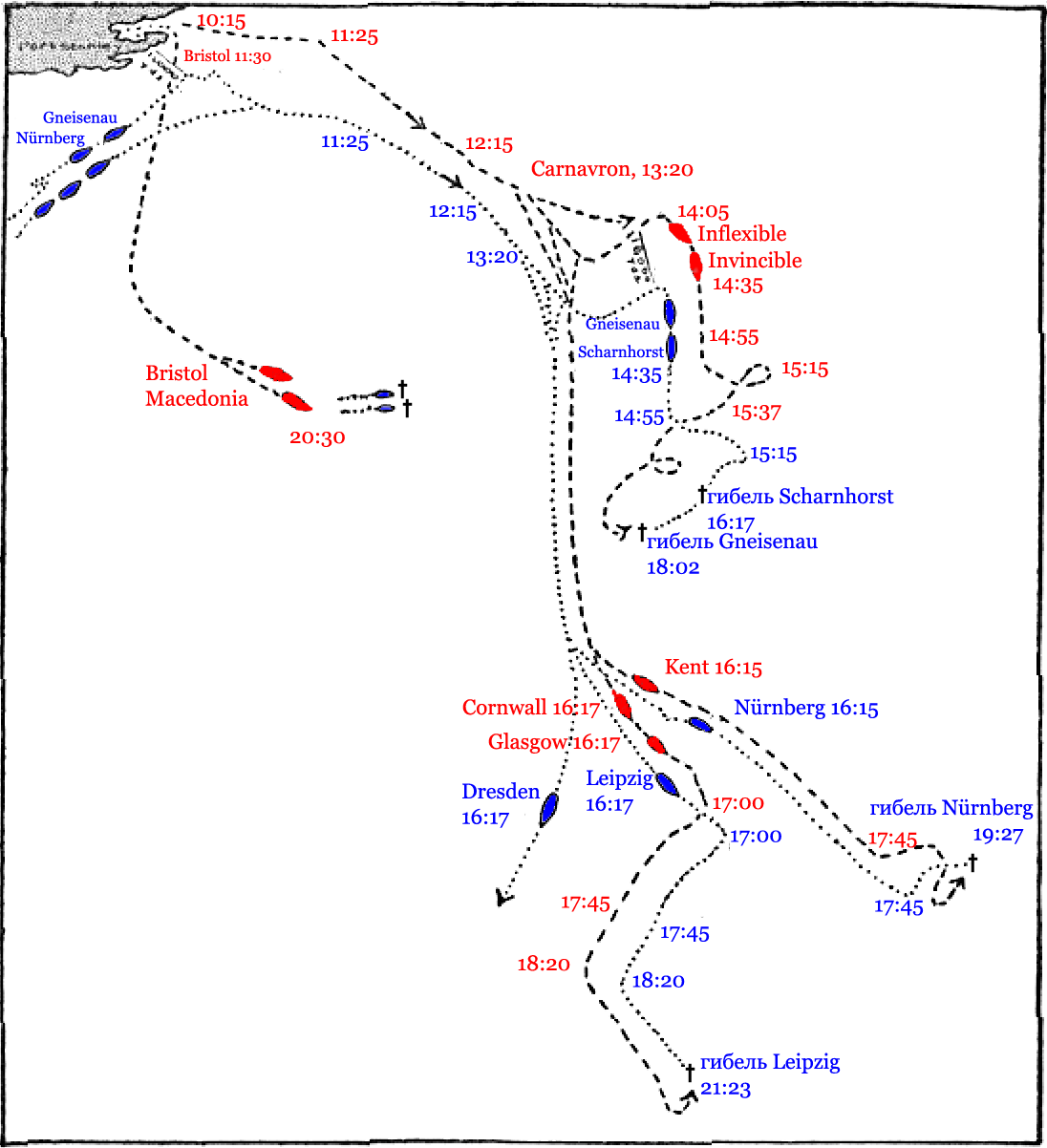
Карта Фолклендського бою. 8 грудня 1914

Фолклендський бій (англ. Battle of the Falkland Islands, нім. Seegefecht bei den Falklandinseln) — морський бій 8 грудня 1914 східніше Фолклендських островів між ескадрою британського флоту віце-адмірала Д. Старді та крейсерською ескадрою німецького флоту під командуванням віце-адмірала М.фон Шпее. Поразка німецького флоту.

## Перебіг битви
Фолклендський морський бій став наслідком поразки, яку зазнав британський флот у бою поблизу чилійського міста Коронель. Британське Адміралтейство відреагувало швидко на такий перебіг подій і вислало на пошук та знищення німецької Тихоокеанської ескадри потужні сили.
Німецька ескадра (2 броненосних і 3 легких крейсери, 2 транспорти і госпітальне судно), що виконувала свою задачу по відволіканню значних сил британського флоту, отримала наказ прориватися до Німеччини. Не маючи даних розвідки про дислокацію та переміщення британських бойових кораблів, адмірал фон Шпеє вирішив завдати на останок удару по англійській військово-морській базі Порт-Стенлі на Фолклендських островах, де за його даними був лише застарілий ескадрений броненосець «Канопус». Але, несподівано для німецького адмірала, виявилося, що до ВМБ на островах в переддень цього прибула окрема британська ескадра (2 лінійних, 3 броненосних і 2 легких крейсери, 1 допоміжний крейсер) під прапором віце-адмірала Д.Старді.
Зустрівши несподівано сильний опір, М.фон Шпее намагався втекти, але британські кораблі негайно організували переслідування німців, й незабаром наздогнали німецьку крейсерську ескадру. Фон Шпее наказав легким крейсерам і транспортам розходитися в різних напрямах. Їх стали переслідувати британські броненосні й легкі крейсери, а лінійні крейсери вступили в бій з німецькими броненосними крейсерами і потопили їх. Були знищені також 2 легкі німецькі крейсери і транспортне судно. Лише німецьким крейсеру «Дрезден» і госпітальному судну «Зайдліц» вдалося втекти з поля битви.
Наслідком перемоги англійської ескадри стало значне поліпшення позицій британського флоту у Південній Атлантиці та Тихому океані, та можливість позбавитися необхідності виділяти значні сили на другорядні театри воєнних дій, а німецьке командування позбулося потужного крейсерського з'єднання.